# 김을한
김을한(金乙漢, 1905년 ~ 1992년 5월 31일)은 대한민국의 기자였다. 동명(東溟) 김을한은 1905년 서울에서 태어났다. 을사년에 태어났다 하여 이름을 을한(乙漢)으로 지었다. 병자호란 때의 충신 김상헌의 후손인 그는 교동보통학교를 졸업하고 양정고보 2학년 때 3·1운동을 맞았다. 그 직후 도쿄로 유학하여 와세다대학교에 진학했다. 그곳에서는 김기진 등과 함께 극단 토월회를 조직하기도 했다. 귀국한 직후인 1924년, 조선일보 한기악 편집국 국장의 발탁으로 신문 기자가 되었다.
1926년 김을한은 이능선(李能善), 최삼우(崔三愚) 등과 함께 조선문예협회(朝鮮文藝協會)의 동인의 한 사람으로 참여했다. 조선문예협회 동인 중 이능선, 최삼우 등과 잡지 문예시대 창간을 준비했다. 1926년 9월 25일 종로구 1정목 63번지에서 정인익(鄭寅翼), 이능선, 최삼우 등과 잡지 문예시대(文藝時代)를 창간, 필진으로 참여했다. [그러나 문예시대는 1927년 1월 폐간되었다.
당시 조선일보 사회부 기자 김을한은 발생했던 큰 사건들을 밑바닥에서부터 파헤쳐 일제의 악랄한 식민정책을 폭로함으로써 이름을 떨쳤다. 광주학생항일운동, 장진강 토지사건, 만주사변의 치열한 현장에 특파원으로 파견되어 생생한 실상을 보도하는 눈부신 활약을 했다. 1950년 6·25전쟁이 발발하자 김을한은 서울신문사 특파원으로 도쿄에 주재하게 되었고, 이때 영친왕을 처음 만났다. 이후 20여 년 동안 영친왕과 덕혜옹주의 귀국을 위해 혼신의 노력을 아끼지 않았다. 언론 일선에서 물러난 뒤에도 활발한 저술 활동을 이어갔다. 덕혜옹주의 유치원 동무였던 아내 민덕임을 먼저 보내고 못내 그리워하다 1992년 서울 반포에서 사망했다.